# Knut Reinhardt
Knut Reinhardt (ur. 27 kwietnia 1968 w Hilden) – niemiecki piłkarz. Występował na pozycji pomocnika. Obecnie jako trener pozostaje bez pracy.

## Kariera klubowa
Reinhardt jako junior reprezentował barwy SSV Lützenkirchen-Quettingen, Tus Quettingen oraz Bayeru 04 Leverkusen, do którego trafił mając 9 lat. Do pierwszej drużyny tego zespołu został przesunięty w sezonie 1985/86. W barwach Bayeru zadebiutował 19 kwietnia 1986 w bezbramkowo zremisowanym pojedynku z Bayernem Monachium, rozegranym w ramach rozgrywek Bundesligi. Przez cały sezon rozegrał tam łącznie trzy spotkania. W następnej edycji rozgrywek ligowych strzelił pierwszego gola w zawodowej karierze. Było to w meczu z Bayerem Uerdingen, rozegranym 13 czerwca 1987 i zakończonym wynikiem 1-1. W sumie w tamtym sezonie wystąpił w pięciu meczach i zdobył trzy bramki. W 1988 roku, po pokonaniu w finale RCD Espanyolu, sięgnął z Bayerem po Puchar UEFA.
W 1991 roku podpisał kontrakt z Borussią Dortmund, podobnie jak Bayer grającą w ekstraklasie. Pierwszy występ zanotował tam 10 sierpnia 1991 w ligowym spotkaniu z Werderem Brema. Szybko wywalczył tam sobie miejsce w wyjściowej jedenastce. Już w debiutanckim sezonie 1991/92 został z klubem wicemistrzem Niemiec. W 1993 roku Borussen do finału Pucharu UEFA, gdzie ulegli w dwumeczu Juventusowi 1-6. W 1995 i 1996 sięgali po mistrzostwo Niemiec. Natomiast w 1997 roku zwyciężyli w Lidze Mistrzów UEFA i Pucharze Interkontynentalnym. W 1998 roku przegrali z FC Barceloną pojedynek o Superpuchar Europy.
Zimą 1999 Reinhardt odszedł do broniącego się przed spadkiem z Bundesligi 1. FC Nürnberg. Na koniec sezonu zajął z klubem szesnaste miejsce w lidze i został z nim relegowany na zaplecze ekstraklasy. W drugiej lidze zagrał pięć razy, a potem zakończył karierę.
Po zakończeniu kariery, w latach 2004–2006 trenował amatorski TuS Niederense.

## Kariera reprezentacyjna
Reinhardt jest byłym reprezentantem Niemiec. W drużynie narodowej zadebiutował 21 września 1988 roku w towarzyskim meczu ze Związkiem Radzieckim, zakończonym wynikiem 1-0 na korzyść Niemców. Łącznie w kadrze seniorskiej wystąpił siedem razy.